# Iglesia de Nuestra Señora de la Concepción (Porto Alegre)
La Iglesia de Nuestra Señora de la Concepción es una iglesia católica situada en la ciudad de Porto Alegre, Brasil. Se leventa en la Avenida Independencia frente a la plaza Dom Sebastião. Es una de las iglesias más antiguas de la ciudad y la que mejor conserva aún su aspecto original con una rica decoración interna en talla de madera dorada y estatuaria. Ha sido declarada por el Municipio como patrimonio histórico y cultural.